# Incognito tournée
A partir del 11 de enero de 1988, Céline Dion 's Incognito tournée fue una gira de conciertos organizada para apoyar el álbum Incognito . 

## Historia
Céline Dion gira por Quebec solamente. La tournée Incognito comenzó el 11 de enero de 1988 en el Teatro du Cuivre, Rouyn-Noranda . Dion dio 7 conciertos en la región norte de Quebec y 2 en Laval .
Dion dio una serie de 42 shows consecutivos en el Teatro Saint-Denis en Montreal . Ella lleva a cabo allí durante un mes a partir del 10 de febrero de 1988, y más tarde entre el 12-17 de abril, 14-19 de junio, 21-24 de septiembre 21-24 y 14-18 de diciembre de 1988.
Dion realiza principalmente canciones de Incognito , sino también un popurrí de canciones del musical Starmania , "Ton visage" ( Jean-Pierre Ferland portada 's) y lo hizo imitaciones de Michael Jackson , Mireille Mathieu , Ginette Reno y Diane Dufresne . Durante esa gira que perdió su voz por primera vez. [ 4 ]
El 2 de mayo de 1989, el año después de ganar el Festival de Eurovisión con " Ne pas sans moi PARTEZ ," Dion dio su primer concierto en Suiza . Ella se realizó en el Teatro de Baulieu en Lausana . [ 5 ]
En referencia a esta gira Celine ha dicho "los recuerdos que primero vienen a la mente cuando pienso en la gira Incognito están llenos de un ataque de risa. Desde el principio, en Abitibi, al igual que la gira anterior, todos sabíamos que teníamos una buen producto. Y un público que había sido conquistado por adelantado ".

## Setlist
1. "That's What Friends Are For"
2. "Comme un cœur froid"
3. "Carmen "L'amour est enfant de bohême""
4. "Ton Visage"
5. "Love by Another Name"
6. Medley Starmania:
  1. "Quand on arrive en ville"
  2. "Les uns contre les autres"
  3. "Le monde est stone"
  4. "Naziland, ce soir on danse"
7. "Incognito"
8. "Délivre-moi"
9. "Lolita (trop jeune pour aimer)"
10. "D'abord, c'est quoi l'amour?"
11. "Ne partez pas sans moi"

## Fechas
| Fecha                    | Ciudad                  | País   | Encuentro            |
| ------------------------ | ----------------------- | ------ | -------------------- |
| Norteamérica             |                         |        |                      |
| 11 de enero de 1988      | Rouyn-Noranda           | Canadá | Theatre du Cuivre    |
| 20 de enero de 1988      | Quebec City             | Canadá | Palais Montcalm      |
| 21 de enero de 1988      | Quebec City             | Canadá | Palais Montcalm      |
| 22 de enero de 1988      | Quebec City             | Canadá | Palais Montcalm      |
| 10 de febrero de 1988    | Montreal                | Canadá | Theatre Saint-Denis  |
| 12 de junio de 1988      | Montreal                | Canadá | Theatre Saint-Denis  |
| 17 de junio de 1988      | Montreal                | Canadá | Theatre Saint-Denis  |
| 14 de junio de 1988      | Montreal                | Canadá | Theatre Saint-Denis  |
| 19 de junio de 1988      | Montreal                | Canadá | Theatre Saint-Denis  |
| Junio de 1988            | Sainte-Agathe           | Canadá |                      |
| 4 de agosto de 1988      | Sainte-Agathe-des-Monts | Canadá |                      |
| 17 de agosto de 1988     | Ottawa                  | Canadá | National Arts Centre |
| 21 de septiembre de 1988 | Montreal                | Canadá | Theatre Saint-Denis  |
| 24 de diciembre de 1988  | Montreal                | Canadá | Theatre Saint-Denis  |
| 14 de diciembre de 1988  | Montreal                | Canadá | Theatre Saint-Denis  |
| 18 de diciembre de 1988  | Montreal                | Canadá | Theatre Saint-Denis  |